# Detroit Lions 2019
La stagione 2019 dei Detroit Lions è stata la 90ª della franchigia nella National Football League e la seconda con Matt Patricia come capo-allenatore. La squadra iniziò con un promettente record di 2–0–1. Tuttavia, complice anche l'infortunio del quarterback titolare Matthew Stafford perse 12 delle successive 13 gare, venendo eliminata matematicamente dalla corsa ai playoff dopo una sconfitta contro i Chicago Bears il Giorno del Ringraziamento nella settimana 13. Fu la prima stagione con un record negativo dal 2013.

## Scelte nel Draft 2019
| Scelte dei Lions nel Draft 2018 |        |                 |       |                |
| Giro                            | Scelta | Giocatore       | Ruolo | College        |
| 1                               | 8      | T.J. Hockenson  | TE    | Iowa           |
| 2                               | 43     | Jahlani Tavai   | LB    | Hawaii         |
| 3                               | 81     | Will Harris     | S     | Boston College |
| 4                               | 117    | Austin Bryant   | DE    | Clemson        |
| 5                               | 146    | Amani Oruwariye | CB    | Penn State     |
| 6                               | 184    | Travis Fulgham  | WR    | Old Dominion   |
| 6                               | 186    | Ty Johnson      | RB    | Maryland       |
| 7                               | 224    | Isaac Nauta     | TE    | Georgia        |
| 7                               | 229    | P.J. Johnson    | DT    | Arizona        |

## Staff
| Staff dei Detroit Lions nel 2019 |
| --- |
| Organi dirigenziali - Proprietario: Martha Firestone Ford - Presidente: Rod Wood - General manager: Bob Quinn Capo allenatore - Matt Patricia Altri allenatori - Preparatore atletico – Harold Nash - Assistente – Josh Schuler Allenatori dell'attacco - Coordinatore dell'attacco: Jim Bob Cooter - Quarterback – George Godsey - Running Back – David Walker - Wide Receiver – Robert Prince - Tight End – Chris White - Offensive Line – Jeff Davidson - Assistente attacco/ricerca e analisi – Evan Rothstein - Controllo qualità attacco/Offensive Line – Michael McCarthy Allenatori della difesa - Coordinatore difensivo – Paul Pasqualoni - Defensive Line – Bo Davis - Linebacker – Al Golden - Defensive Back – Brian Stewart - Assistente senior – Gunther Cunningham - Controllo qualità difesa – Steven Williams Allenatori dello special team - Coordinatore dello Special Team: Joe Marciano - Assistente - Devin Fitzsimmons |

## Roster
| Roster dei Detroit Lions nel 2019 |
| --- |
| Quarterback - 10 David Blough - 8 Josh Johnson - 9 Matthew Stafford Running Back - 26 C.J. Anderson - 46 Nick Bawden FB - 33 Kerryon Johnson - 31 Ty Johnson - 41 J.D. McKissic Wide Receiver - 80 Danny Amendola - 84 Travis Fulgham - 19 Kenny Golladay - 11 Marvin Jones - 15 Chris Lacy Tight End - 88 T.J. Hockenson - 83 Jesse James - 82 Logan Thomas Offensive Linemen - 76 Oday Aboushi G - 63 Beau Benzschawel G - 65 Tyrell Crosby T - 66 Joe Dahl G - 68 Taylor Decker T - 60 Graham Glasgow G - 77 Frank Ragnow C - 71 Rick Wagner T - 79 Kenny Wiggins G Defensive Linemen - 96 Mike Daniels DT - 90 Trey Flowers DE - 93 Da'Shawn Hand DE - 98 Damon Harrison DT - 95 Romeo Okwara DE - 91 A'Shawn Robinson DT - 92 Kevin Strong DT Linebacker - 40 Jarrad Davis MLB - 52 Christian Jones OLB - 42 Devon Kennard OLB - 35 Miles Killebrew OLB - 44 Jalen Reeves-Maybin OLB - 51 Jahlani Tavai MLB Defensive Back - 39 Jamal Agnew CB/RS - 27 Justin Coleman CB - 28 Quandre Diggs SS - 38 Mike Ford CB - 43 Will Harris SS - 29 Rashaan Melvin CB - 49 C.J. Moore FS - 24 Amani Oruwariye CB - 23 Darius Slay CB - 30 Dee Virgin CB - 21 Tracy Walker FS - 32 Tavon Wilson SS Special Team - 6 Sam Martin P - 48 Don Muhlbach LS - 5 Matt Prater K Lista delle riserve - 94 Austin Bryant DE (IR) - 18 Jermaine Kearse WR (IR) - 97 Darius Kilgo DT (IR) - 59 Tre Lamar LB (IR) Squadra di allenamento - 99 John Atkins DT - 53 Jason Cabinda OLB - 17 Marvin Hall WR - 2 Chad Kanoff QB - 85 Tom Kennedy WR - 54 Steve Longa OLB - 89 Isaac Nauta TE - 67 Matt Nelson OT - 57 Anthony Pittman OLB - 69 Jonathan Wynn DE 53 attivi, 4 inattivi, 10 nella squadra di allenamento |
| Legenda - I rookie sono in corsivo. - Il primo ruolo è il principale mentre gli eventuali successivi indicano i ruoli secondari. - (IR) sta per Injured Reserve ed indica la lista ristretta per un solo giocatore infortunato che può tornare ad allenarsi dopo la settimana 6 e a rientrare in prima squadra dopo che questa ha giocato 8 partite. - (NF-Inj.) / (NF-Ill.) stanno rispettivamente per Non-Football Injured e Non-Football Illness ed indicano le liste dove viene inserito un giocatore che ha un infortunio o una malattia non dipendente dal football americano. - (PUP) sta per Physically Unable to Perform ed indica la lista dove viene inserito un giocatore mentre è in attesa di recuperare la condizione fisica. Nella stagione regolare dopo la sesta partita giocata dalla propria squadra, il giocatore ha tempo tre settimane per riprendere ad allenarsi, più tre settimane aggiuntive dal suo rientro agli allenamenti per rientrare in prima squadra. |

## Calendario
| Stagione regolare |                    |                        |                    |                    |                            |                    |
| Turno             | Data               | Avversario             | Risultato          | Record             | Stadio                     | Sintesi            |
| 1                 | 8 settembre        | at Arizona Cardinals   | P 27–27 (dts)      | 0–0–1              | State Farm Stadium         | Recap              |
| 2                 | 15 settembre       | Los Angeles Chargers   | V 13–10            | 1–0–1              | Ford Field                 | Recap              |
| 3                 | 22 settembre       | at Philadelphia Eagles | V 27–24            | 2–0–1              | Lincoln Financial Field    | Recap              |
| 4                 | 29 settembre       | Kansas City Chiefs     | S 30–34            | 2–1–1              | Ford Field                 | Recap              |
| 5                 | Settimana di pausa | Settimana di pausa     | Settimana di pausa | Settimana di pausa | Settimana di pausa         | Settimana di pausa |
| 6                 | 14 ottobre         | at Green Bay Packers   | S 22–23            | 2–2–1              | Lambeau Field              | Recap              |
| 7                 | 20 ottobre         | Minnesota Vikings      | S 30–42            | 2–3–1              | Ford Field                 | Recap              |
| 8                 | 27 ottobre         | New York Giants        | V 31–26            | 3–3–1              | Ford Field                 | Recap              |
| 9                 | 3 novembre         | at Oakland Raiders     | S 24–31            | 3–4–1              | RingCentral Coliseum       | Recap              |
| 10                | 10 novembre        | at Chicago Bears       | S 13–20            | 3–5–1              | Soldier Field              | Recap              |
| 11                | 17 novembre        | Dallas Cowboys         | S 27–35            | 3–6–1              | Ford Field                 | Recap              |
| 12                | 24 novembre        | at Washington Redskins | S 16–19            | 3–7–1              | FedExField                 | Recap              |
| 13                | 28 novembre        | Chicago Bears          | S 20–24            | 3–8–1              | Ford Field                 | Recap              |
| 14                | 8 dicembre         | at Minnesota Vikings   | S 7–20             | 3–9–1              | U.S. Bank Stadium          | Recap              |
| 15                | 15 dicembre        | Tampa Bay Buccaneers   | S 17–38            | 3–10–1             | Ford Field                 | Recap              |
| 16                | 22 dicembre        | at Denver Broncos      | S 17–27            | 3–11–1             | Empower Field at Mile High | Recap              |
| 17                | 29 dicembre        | Green Bay Packers      | S 20–23            | 3–12–1             | Ford Field                 | Recap              |

Nota: gli avversari della propria division sono in grassetto.

## Classifiche

### Division
| NFC North           | NFC North | NFC North | NFC North | NFC North | NFC North | NFC North | NFC North | NFC North |
| vedi • disc. • mod. | V         | S         | P         | PCT       | DIV       | CONF      | PF        | PS        |
| ------------------- | --------- | --------- | --------- | --------- | --------- | --------- | --------- | --------- |
| Green Bay Packers   | 13        | 3         | 0         | .813      | 6-0       | 10-2      | 376       | 313       |
| Minnesota Vikings   | 10        | 6         | 0         | .625      | 2-4       | 7-5       | 407       | 303       |
| Chicago Bears       | 8         | 8         | 0         | .500      | 4-2       | 7-5       | 280       | 298       |
| Detroit Lions       | 3         | 12        | 1         | .219      | 0-6       | 2-9-1     | 341       | 423       |
|                     |           |           |           |           |           |           |           |           |
|                     |           |           |           |           |           |           |           |           |

### Conference
| National Football Conference           | National Football Conference | National Football Conference | National Football Conference | National Football Conference | National Football Conference | National Football Conference | National Football Conference | National Football Conference | National Football Conference | National Football Conference |
| Pos.                                   | Squadra                      | Division                     | V                            | S                            | P                            | PCT                          | DIV                          | CONF                         | SOS                          | SOV                          |
| Capolista di Division                  | Capolista di Division        | Capolista di Division        | Capolista di Division        | Capolista di Division        | Capolista di Division        | Capolista di Division        | Capolista di Division        | Capolista di Division        | Capolista di Division        | Capolista di Division        |
| -------------------------------------- | ---------------------------- | ---------------------------- | ---------------------------- | ---------------------------- | ---------------------------- | ---------------------------- | ---------------------------- | ---------------------------- | ---------------------------- | ---------------------------- |
| 1                                      | San Francisco 49ers          | West                         | 8                            | 0                            | 0                            | 1.000                        | 2-0                          | 5-0                          | .341                         | .341                         |
| 2                                      | New Orleans Saints           | South                        | 7                            | 1                            | 0                            | .875                         | 1-0                          | 5-1                          | .522                         | .508                         |
| 3                                      | Green Bay Packers            | North                        | 7                            | 2                            | 0                            | .778                         | 3-0                          | 4-1                          | .513                         | .517                         |
| 4                                      | Dallas Cowboys               | East                         | 5                            | 3                            | 0                            | .625                         | 4-0                          | 4-2                          | .377                         | .250                         |
| Wild Card                              |                              |                              |                              |                              |                              |                              |                              |                              |                              |                              |
| 5                                      | Minnesota Vikings            | West                         | 7                            | 2                            | 0                            | .778                         | 2-0                          | 4-1                          | .418                         | .307                         |
| 6                                      | Seattle Seahawks             | North                        | 6                            | 3                            | 0                            | .667                         | 1-2                          | 5-2                          | .422                         | .324                         |
| In corsa per i play-off                |                              |                              |                              |                              |                              |                              |                              |                              |                              |                              |
| 7                                      | Los Angeles Rams             | West                         | 5                            | 3                            | 0                            | .625                         | 0-2                          | 3-3                          | .492                         | .375                         |
| 8                                      | Carolina Panthers            | South                        | 5                            | 3                            | 0                            | .625                         | 1-1                          | 2-3                          | .507                         | .443                         |
| 9                                      | Philadelphia Eagles          | East                         | 5                            | 4                            | 0                            | .556                         | 1-1                          | 3-4                          | .447                         | .429                         |
| 10                                     | Detroit Lions                | North                        | 3                            | 4                            | 1                            | .438                         | 0-2                          | 2-2-1                        | .528                         | .407                         |
| 11                                     | Arizona Cardinals            | West                         | 3                            | 5                            | 1                            | .389                         | 0-2                          | 2-4-1                        | .534                         | .120                         |
| 12                                     | Chicago Bears                | North                        | 3                            | 5                            | 0                            | .375                         | 1-1                          | 2-3                          | .529                         | .370                         |
| 13                                     | Tampa Bay Buccaneers         | South                        | 2                            | 6                            | 0                            | .250                         | 1-2                          | 2-5                          | .642                         | .625                         |
| 14                                     | New York Giants              | East                         | 2                            | 7                            | 0                            | .222                         | 1-2                          | 2-5                          | .526                         | .176                         |
| 15                                     | Atlanta Falcons              | South                        | 1                            | 7                            | 0                            | .125                         | 0-0                          | 1-4                          | .593                         | .556                         |
| 16                                     | Washington Redskins          | East                         | 1                            | 8                            | 0                            | .111                         | 0-3                          | 0-6                          | .579                         | .125                         |
| Criteri di spareggio                   |                              |                              |                              |                              |                              |                              |                              |                              |                              |                              |
| 1.                                     |                              |                              |                              |                              |                              |                              |                              |                              |                              |                              |
| Legenda                                |                              |                              |                              |                              |                              |                              |                              |                              |                              |                              |
| w — wild card ottenuta                 |                              |                              |                              |                              |                              |                              |                              |                              |                              |                              |
| x — partecipazione ai playoff ottenuta |                              |                              |                              |                              |                              |                              |                              |                              |                              |                              |
| y — campioni di division               |                              |                              |                              |                              |                              |                              |                              |                              |                              |                              |
| z — salto del primo turno di play-off  |                              |                              |                              |                              |                              |                              |                              |                              |                              |                              |
| * — vantaggio del campo ottenuto       |                              |                              |                              |                              |                              |                              |                              |                              |                              |                              |